# Sistema tisular de las plantas
Los tejidos vegetales pueden definirse como grupos de células que realizan una función similar o que interactúan para lograr una función común, aunque estructuralmente puedan ser diferentes y pueden estar ubicados en forma dispersa o agregada. Los tejidos compuestos por un solo tipo de células se llaman tejidos simples y aquellos constituidos por dos o más tipos de células se denominan tejidos complejos.
Los principales tejidos de las plantas vasculares están organizados en grandes unidades conocidas como Sistemas de Tejidos y están presentes en la raíz, tallo y hojas, revelando la similitud básica de organización y continuidad en el cuerpo de la planta. Asimismo los tejidos pueden dividirse en dos categorías ;a)Tejidos meristemáticos cuyas células se dividen y se multiplican constantemente; y b) Tejidos permanentes cuyas células no se dividen ni crecen tan activamente.
Los tres sistemas de tejidos que se encuentran en una planta son: el sistema fundamental, el sistema vascular y el sistema epidérmico.
Dentro de la organización de los tejidos fundamentales se pueden encontrar tejidos más simples como el parénquima, colénquima y esclerénquima. El sistema vascular está compuesto por xilema y floema y por último, está el sistema epidérmico compuesto por los tejidos peridérmicos y epidérmicos.

## Parénquima
Los tejidos fundamentales son tejidos poco especializados los cuales se encargan de una gran variedad de funciones como la fotosíntesis, el almacenamiento, la elaboración de sustancias y la regeneración de tejidos.
El parénquima, este es el tejido más común y más primitivo, se encuentra en la médula, en la corteza de tallos y raíces, en el mesofilo de las hojas, en el endospermo de las semillas, en el embrión, en los tejidos comestibles de los frutos y los rayos de la madera. También se encuentra en el xilema y el floema e intervienen en la cicatrización de heridas y la regeneración de tejidos. El origen del tejido en la planta es diverso ya que este puede derivarse de los meristemos apicales o de los laterales.
Las células parenquimáticas tienen muchas funciones, que se relacionan con su posición en la planta y su participación en las funciones de otros tipos celulares. Aunque se le considera un tejido permanente, algunos tipos de parénquima pueden rediferenciarse y reasumir funciones meristemáticas bajo ciertas condiciones.

### Contenido celular
El contenido protoplasmático del parénquima usualmente se relaciona con su función. Puede incluir cristales, taninos, aceites, almidón, gránulos de aleurona, pigmentos y otras sustancias. La vacuola puede tener agua, azúcares, carbohidratos solubles, amidas, enzimas, proteínas y antocianinas. Las células fotosintéticas son ricas en cloroplastos y conspicuamente vacuoladas, por el contrario aquellas que almacenan sustancias como almidón tienen amiloplastos. Si el producto de reserva es graso hay elioplastos, si es proteico el almacenamiento se realiza en proteoplastos.

### Estructura de la pared
En gran parte de las células parenquimáticas, la pared es delgada y de naturaleza primaria. Las paredes pueden ser transversales las cuales tiene microfibrillas orientadas en ángulo recto o siguiendo un patrón esferoide.

### Tipos de parénquima
Las hojas, los tallos verdes y los frutos inmaduros, contienen un tipo de parénquima denominado clorenquima, rico en cloroplastos, que efectua la fotosíntesis. El clorenquima es bastante compacto y está formado por células alargadas. El otro tipo de tejido parenquimatico es el aerenquima cuyas células tienen una forma estrellada; el aerenquima contrarrestra el flujo de compuestos volátiles acumulados en el suelo y tejidos anaeróbicos, como el etano, CO2 y metano. Otro tipo de célula parenquimática especializada cuya función es el de transporte de solutos a corta distancia se denomina célula de transferencia, estas células se caracterizan por tener una pared celular con invaginaciones o protuberancias que representan una especialización de la pared sobre la cara interna de una pared inicialmente ordinaria. Las células de transferencia se encuentran en la mayoría de las plantas multicelulares y parecen ser una solución evolutiva fundamental que resuelve los problemas inherentes al transporte de solutos a corta distancia.

## Colénquima
El otro tejido fundamental que se encuentra en la planta es el colénquima, este tejido se caracteriza porque está compuesto por células con un protoplasto vivo y activo, variable, que oscila de formas cortas y prismáticas, a largas y puntiagudas, que pueden alcanzar hasta 2 micrómetros de largo. El colénquima es un tejido de sostén de órganos en crecimiento primario o de órganos adultos, herbáceos, ligeramente modificados por el crecimiento secundario.

### Contenido celular
El contenido celular es muy parecido al de una célula parenquimática. Los cloroplastos son numerosos en las células colenquimáticas menos especializadas y están ausentes o son escasos en las más especializadas. En algunas plantas estas células también contienen taninos.

### Estructura de la pared
Las paredes del colénquima muestran varios tipos de lamelación, con alternancia de microfibrillas orientadas transversal y longitudinalmente. El colénquima puede presentar espacios intercelulares. Si los engrosamientos están próximos a espacios intercelulares, el colénquima se denomina lacunar o lagunar, esta clase de colénquima se encuentra en los peciolos y a veces forma un arco en forma de media luna por encima o en ambos lados o debajo de la vena media en las hojas de muchas especies.

## Esclerénquima
El esclerénquima al ser un tejido formado por células de paredes gruesas, secundarias, duras, elásticas y lignificadas, proporcionan resistencia a los órganos de las plantas frente a tensiones, pesos y presiones, de tal forma que las células de otros tejidos no sufren daño alguno. Las células esclerenquimaticas pueden conservar sus protoplastos después de alcanzar la madurez o transformarse en elementos muertos.
Con respecto a la forma, estructura, origen y desarrollo, existe gran variación en las células de este tejido y la gran cantidad de formas transicionales dificulta el establecimiento de tipos. Las células esclerenquimaticas se clasifican en escléridas y fibras.
- Esclereidas: son células más cortas e isodiamétricas que las fibras en la mayoría de los casos y muy variables en forma. La dureza y consistencia de la cubierta seminal de numerosas especies se debe, con frecuencia, a la presencia de esclereidas. Las escleridas se clasifican en seis tipos: Braquiesclereidas o células pétreas, macroesclereidas, osteoclereidas, astroesclereidas, tricoesclereidas y esclereidas filiformes.

- Fibras: las fibras son células considerablemente más largas que las esclereidas. Se encuentran en raíces, tallos, hojas y frutos, asociadas a diversos tejidos, en especial al tejido vascular de las dicotiledóneas y las monocotiledóneas. Las fibras se clasifican, de acuerdo con su origen, en dos grupos: Fibras xilicas y fibras extraxiliares. De acuerdo a su estructura las fibras xilicas se clasifican en fibras libriformes y fibrotraqueidas.

## Sistema vascular
El tejido vascular es un tejido vegetal complejo, formado por varias clases de células, son usualmente largas y delgadas. Dado que el xilema y el floema actúan en el sistema de transportes de agua, minerales, azúcares, hormonas vegetales y nutrientes en la planta, los tejidos vasculares tienen forma similar a caños o tubos. Al respecto se clasifican en dos tipos de tejidos, el xilema y el floema.

### Xilema
El xilema está encargado de movilizar agua y minerales en la dirección de la corriente transpiratoria, en el xilema los solutos se mueven en forma pasiva como un flujo de masa, en respuesta a una gradiente en el potencial de agua. Este gradiente es, en general, una simple consecuencia de la evaporación de agua en el nivel de las hojas.
El xilema (del griego xylon=madera) es un tejido complejo compuesto por elementos traqueales (conductores), fibras y parénquima. Durante el crecimiento primario de la planta, el xilema se origina del procambium, los primeros elementos del xilema primario que se diferencian y maduran son los del protoxilema y aquellos elementos traqueales que maduran después constituyen el metaxilema.
En las plantas en las que existe crecimiento secundario, por ejemplo la mayoría de las gimnospermas y dicotiledóneas el xilema se origina en el cambium vascular.

### Xilema primario
El xilema primario consta de elementos traqueales (traqueidas y miembro de los vasos, fibras y parénquima). Su organización es simple y no tiene rayos. El protoxilema madura primero, y cuando deja de ser funcional se oblitera y casi siempre colapsa y destruye. Los tallos de algunas plantas como equisetum y las monocotiledóneas pueden tener canales o lagunas de protoxilema que se desarrollan al comprimirse los elementos traqueales no funcionales.
El metaxilema integrada estructuralmente con el protoxilema, consta de elementos traqueales. El parénquima puede encontrarse disperso entre los elementos traqueales o formar hileras radiales semejantes a los rayos.

### Xilema secundario
El xilema secundario constituye la madera de las plantas leñosas y contiene los mismos tipos celulares básicos presentes en el xilema primario, no obstante, los tejidos secundarios están organizados en dos sistemas, el axial y el radial. En el sistema axial las células están orientadas con sus ejes mayores paralelos al eje del tallo mientras que en el sistema radial, se orientan en ángulo recto respecto al eje. La organización del xilema secundario en sistemas axiales y radiales, refleja la estructura del cambium vascular del cual deriva. La composición, distribución y tamaño de las células que forman el xilema secundario, varía entre diferentes plantas y aun dentro de la misma planta, también pueden cambiar con la época del año en que se forman los tejidos.

### Floema
El floema del griego (pholios=corteza) constituye un sistema de transporte intercelular a larga distancia, que moviliza los carbohidratos producidos en la fotosíntesis, moléculas mensajeras (ARN), así como otras sustancias, hacia las zonas de crecimiento y diferenciación. Se considera en la actualidad que el transporte de ARN, vía floema, forma parte de una autopista de información en la planta y que la movilización de partículas virales vía floema y plasmodesmo mimetiza el mecanismo que utilizan las proteínas de la planta. El floema se caracteriza por un alto contenido de materia seca, en la cual el mayor soluto es la sacarosa, que se encuentra en concentraciones de 10 al 30%.
El floema en forma análoga al xilema, consta de varios tipos celulares y pueden ser de origen primario o secundario. El floema primario se origina en el procambium y el secundario en el cambium, durante el crecimiento secundario de la planta. El floema primario está compuesto por protofloema y metafloema, el floema secundario es más complejo y tiene un sistema axial o vertical y un sistema radial u horizontal. Las dicotiledóneas y gimnospermas presentan floema primario y secundario, las monocotiledóneas usualmente tienen solo floema primario.

### Floema primario
El floema primario se clasifica en protofloema y metafloema. El metafloema se diferencia más tarde en plantas sin crecimiento secundario, que constituye el único floema conductor en las partes adultas de la planta, los elementos cribosos son los primeros que maduran en partes de la planta que aún están en crecimiento.

### Floema secundario
La cantidad del floema secundario funcional depende del tipo de planta y de la edad del órgano, la distribución del floema secundario está controlada por el cambium. Normalmente, la cantidad del floema secundario es menos que la cantidad del xilema secundario en cuanto a espacio ocupado y número de células producidas. En las maderables esta diferencia en cantidad es exagerada.

## Sistema epidérmico
Los tejidos epidérmicos son los encargados de darle protección al cuerpo de las plantas (tallos, hojas y raíces), así como de la respiración, el paso de la luz y reconocimiento de patógenos, también son los encargados de reemplazar tejidos externos durante el crecimiento de las plantas.

### Epidermis
Los tejidos epidérmicos están compuestos por la epidermis y la peridermis. La epidermis es el tejido que cubre la planta durante el crecimiento primario y se encuentra en contacto directo con el ambiente. La epidermis de tallos, hojas y estructuras reproductoras deriva de la protodermis del meristemo apical; en las raíces, la epidermis se origina en el meristemo radical.
En la epidermis pueden diferenciarse varios tipos de células; así en la epidermis foliar se pueden encontrar estomas, tricomas, células buliformes, células silíceas y células de corcho. La epidermis está cubierta por una cutícula más o menos impermeable, sin la cual la planta se desecaría en poco tiempo. Sin embargo la cutícula no solo restringe la pérdida de vapor de agua, sino la entrada de CO2, esencial para la nutrición orgánica.
La duración de la epidermis es variable, en las formas herbáceas permanece durante toda la vida de la planta, en las arborescentes, suele ser remplazada por las proteínas en tallos y raíces. La epidermis está formada por una población de células poco especializadas, usualmente tubulares en forma horizontal: ejemplo de ello se puede ver en la epidermis foliar de algunas Moraceae, Cecropiaceae y Bombaceae. Las células epidérmicas suelen tener un protoplasto vivo y pueden almacenar diversos productos del metabolismo.

### Peridermis
La peridermis es el tejido proyector que usualmente reemplaza a los tejidos externos de tallos y raíces durante el crecimiento secundario. La peridermis se forma por divisiones de un meristemo lateral denominado felógeno, que tiene células de un solo tipo. Este tejido se divide periclinalmente para originar hileras de células en series radiales, las células que se diferencian hacia afuera constituyen el felema, mientras que aquellas que se diferencian hacia el interior forman la felodermis. 
Cuando el felógeno es muy activo, produce células de felema con paredes delgadas, en contraste con las células aplanadas de paredes gruesas, formadas por un meristemo menos activo. Las células del felema o corcho están muertas a la madurez y tienen paredes celulares suberizadas, esto le confiere al corcho su impermeabilidad y propiedades protectoras. Las células de la felodermis formadas hacia el interior son células vivas y con frecuencia se distinguen de las corticales por su arreglo radial con el felógeno y el felema.